# Bebé âncora
Bebé âncora (português europeu) ou bebê âncora (português brasileiro) (em inglês: anchor baby), também conhecido como bebé passaporte (português europeu) ou bebê passaporte (português brasileiro) (em francês: bébé passeport), é o termo que define uma criança nascida de pais não-cidadãos num país que concede a autorização de residência a descendentes de estrangeiros simplesmente por estarem a frequentar o sistema educativo, ou a nacionalidade simplesmente por nascer nele (jus soli), o que facilita aos pais e aos outros membros da sua família obterem a autorização de residência mediante o patrocínio do reagrupamento familiar. Embora o termo bebé-âncora (bebê âncora) seja usado em todo o mundo, este termo tem sido amplamente mais usado recentemente na Europa, devido ao aumento da prática do "turismo de nascimento". Nos EUA, o termo é geralmente usado como uma referência depreciativa ao suposto papel da criança, que se qualifica automaticamente como cidadão norte-americano sob o jus soli e com os direitos garantidos da Décima Quarta Emenda à Constituição dos EUA, o que dificulta a sua deportação para os países de onde os seus progenitores são nacionais. O termo também é frequentemente usado no contexto do debate sobre a imigração ilegal. Um termo semelhante, "bebé passaporte", é usado no Canadá para definir as crianças nascidas através do chamado "turismo de nascimento" ou "turismo de maternidade".

## História e utilização do termo
Nos EUA, um termo semelhante, criança âncora, referindo-se neste caso aos "imigrantes muito jovens que mais tarde patrocinarão a imigração dos seus familiares que ainda estão no estrangeiro", foi utilizado em referência aos boat people vietnamitas por volta de 1987. Em 2002, no Tribunal Superior da Irlanda, Bill Shipsey usou o termo para se referir a um bebé nascido na Irlanda cuja família era a sua clientela; no julgamento de 2003 do Supremo Tribunal confirmando a imediata deportação dos pais e a entrega do bebé aos Serviços Sociais para doação a uma família de acolhimento, Adrian Hardiman comentou sobre o caráter de novidade tanto do termo quanto do argumento concomitante. Devido ao impacto deste caso, a Irlanda decidiu em referendo alterar a Constituição para abolir definitivamente a cidadania jus soli do seu ordenamento jurídico em 2004 para desencorajar e evitar qualquer repetição futura de casos semelhantes de utilização de bebés como um meio de servir os seus pais como meros clientes de uma mercadoria (por meio da Vigésima Sétima Emenda à Constituição da Irlanda).
"Bebé âncora (bebê âncora)" surgiu na imprensa em 1996, mas permaneceu relativamente obscuro até 2006, quando encontrou um novo destaque no contexto do aumento do foco no debate sobre a imigração nos Estados Unidos. A análise do seu uso nas notícias, ligações (links) da Internet e classificações de motores de pesquisa indicam que a Fox News e a Newsmax foram fundamentais na popularização do termo em meados e finais dos anos 2000. Em 2011, o American Heritage Dictionary adicionou uma entrada para o termo na nova edição do dicionário, que passou a indicar:
Bebé âncora (bebê âncora): Usado como um termo para uma criança nascida de uma mãe não-cidadã num país que concede cidadania automática a crianças nascidas no seu solo, especialmente quando se acredita que o local de nascimento da criança foi escolhido para melhorar as chances da mãe ou de outros familiares seus de garantir a eventual nacionalidade.
Em 2019, o Ministro dos Assuntos Internos australiano, Peter Dutton, chamou os dois filhos da família Biloela de "bebés âncora".

### Indústria do turismo de nascimento
A partir de 2015, Los Angeles é considerada a capital da indústria do turismo de nascimento dos EUA, que abrange principalmente mulheres asiáticas; as autoridades da cidade encerraram 14 "hotéis" de turismo de nascimento em 2013. A indústria é difícil de encerrar para as autoridades, porque não é ilegal que uma mulher grávida viaje para os EUA.
Em 3 de março de 2015, agentes federais em Los Angeles conduziram uma série de rusgas em três "negócios multimilionários de turismo de nascimento" que resultaram no "maior processo criminal federal contra a crescente indústria de 'bebés âncora'", de acordo com o The Wall Street Journal.

#### Abolição na Irlanda da nacionalidade incondicional com base nojus soli
Em 2005, a Irlanda alterou a sua Constituição para se tornar o último país da Europa a abolir a nacionalidade incondicional por jus soli, como resultado direto das preocupações com a prática crescente do turismo de nascimento. Um caso de manchete foi o Chen v Home Secretary, em que uma imigrante irregular chinesa que residia no País de Gales, no Reino Unido, viajou para Belfast, na Irlanda do Norte, para dar à luz a sua filha com o objetivo de obter a nacionalidade irlandesa para a sua filha (a lei jus soli da Irlanda estende-se a todas as partes da Ilha da Irlanda, incluindo a Irlanda do Norte que faz parte do Reino Unido). A cidadania irlandesa da filha foi então usada pelos seus pais para obterem a permissão (autorização) de residência permanente no Reino Unido como pais de um cidadão da União Europeia (UE) dependente, através do mecanismo do reagrupamento familiar.

## Estatuto de imigração
A Cláusula da Nacionalidade da Décima Quarta Emenda à Constituição dos Estados Unidos indica que "todas as pessoas nascidas ou naturalizadas nos Estados Unidos, e sujeitas à sua jurisdição, são cidadãos dos Estados Unidos e do Estado onde residem". O Supremo Tribunal dos Estados Unidos afirmou no caso United States v. Wong Kim Ark, 169 U.S. 649 (1898), que a Décima Quarta Emenda garante a nacionalidade para quase todos os indivíduos nascidos nos Estados Unidos, desde que os seus pais sendo cidadãos estrangeiros tenham estatuto legal de domicílio permanente nos Estados Unidos e estejam envolvidos em negócios nos Estados Unidos, exceto quando atuam no âmbito de uma capacidade diplomática ou oficial ao serviço de um poder estrangeiro.
A maioria dos estudiosos constitucionais concorda que a Décima Quarta Emenda da Constituição dos EUA fornece nacionalidade por jus soli mesmo para aqueles nascidos nos Estados Unidos filhos de imigrantes ilegais. Edward Erler, ao escrever um artigo para o Claremont Institute em 2007, afirmou que, uma vez que o caso Wong Kim Ark tratou de alguém cujos pais estavam nos Estados Unidos legalmente, não fornece uma base válida sob a Décima Quarta Emenda para a prática de conceder a nacionalidade a bebés nascidos nos EUA filhos de imigrantes ilegais. Edward Erler argumenta que se a autorização governamental para a entrada dos pais é um requisito constitucional obrigatório para a concessão da nacionalidade por jus soli, então os filhos de imigrantes indocumentados obviamente devem ser excluídos de qualquer nacionalidade com base no jus soli.
No entanto, em Plyler v. Doe, 457 U.S. 202 (1982), um caso envolvendo direitos educacionais para crianças ilegais nos Estados Unidos, o juiz Brennan, escrevendo por uma maioria de cinco a quatro, sustentou que tais pessoas estavam sujeitas à jurisdição dos Estados Unidos e, portanto, protegidas pelas suas leis. Numa nota de rodapé, observou que "nenhuma distinção plausível em relação à 'jurisdição' da Décima Quarta Emenda pode ser feita entre imigrantes residentes cuja entrada nos Estados Unidos foi legal e imigrantes residentes cuja entrada foi ilegal". Em 2006, o juiz James Chiun-Yue Ho, que o presidente Donald Trump mais tarde nomearia para o Tribunal de Apelações do Quinto Distrito dos Estados Unidos, escreveu num artigo de revisão legal que com a decisão de Plyler "qualquer dúvida havia sido eliminada" caso se assuma que a decisão Wong Kim Ark de 1898 se havia aplicado aos estrangeiros ilegais porque "todos os nove juízes concordaram que a Cláusula de Proteção Igualitária protege igualmente estrangeiros legais e ilegais. E todos os nove juízes haviam chegado a esta conclusão precisamente porque os estrangeiros ilegais estão "sujeitos à jurisdição" dos EUA, em nenhum grau menor do que os estrangeiros legais e os cidadãos norte-americanos.
As estatísticas mostram que um número significativo e crescente de imigrantes indocumentados está a ter filhos nos Estados Unidos, mas há evidências contraditórias de que adquirir a nacionalidade é o seu objetivo. De acordo com o PolitiFact, os benefícios imigratórios de ter um filho nascido nos Estados Unidos são limitados. Os filhos cidadãos não podem legalmente patrocinar a entrada dos pais no país até os 21 anos de idade, e se um pai ou uma mãe já residiu nos EUA ilegalmente antes, eles têm obrigatoriamente que demonstrar que saíram e não retornaram aos EUA por um período de, pelo menos, dez (10) anos; por outro lado, as mães grávidas e lactantes teriam benefícios porque poderiam receber vales-alimentação através do programa federal WIC (Women, Infants and Children) e inscrever as crianças no Medicaid.
Os pais de crianças cidadãs que estão no país há dez anos ou mais também podem solicitar a isenção da deportação, embora na prática a quota legal limite a abrangência desta possibilidade a 4.000 indivíduos por ano que podem receber este estatuto de isenção, tendo os restantes que se recandidatar no ano seguinte; como tal, de acordo com o PolitFact, ter um filho para obter a nacionalidade para os pais é "um processo extremamente longo e incerto". Aproximadamente 88.000 indivíduos ilegais, pais de crianças nacionais dos EUA, foram deportados na década de 2000, a maioria por uma condenação criminal menor que é suficiente para obrigar à sua deportação do país, após o cumprimento da pena e da espera pela marcação do voo de deportação num centro de detenção de imigrantes.

## Incidência
Alguns críticos da imigração ilegal afirmam que a "nacionalidade por jus soli" dos Estados Unidos é um incentivo à imigração ilegal e que os imigrantes vêm ao país para dar à luz especificamente para que o seu filho seja um cidadão norte-americano. A maioria dos filhos dos imigrantes ilegais nos Estados Unidos são cidadãos nacionais, e a percentagem tem vindo a aumentar. De acordo com um relatório do Pew Hispanic Center, cerca de 73% dos filhos dos imigrantes ilegais eram cidadãos em 2008, acima dos 63% em 2003. Um total de 3,8 milhões de imigrantes ilegais tiveram pelo menos um filho cidadão norte-americano. Ao investigar uma alegação do senador norte-americano Lindsey Graham, o PolitiFact encontrou evidências para apoiar a ideia de que a obtenção fácil da nacionalidade era o fator motivador.
Tem havido uma tendência crescente, especialmente entre os visitantes asiáticos e africanos de Hong Kong, China, Coreia do Sul, Taiwan e Nigéria para os Estados Unidos, de fazerem uso de "Hotéis de Nascimento" ("Birth Hotels") para garantir a nacionalidade dos EUA para os seus bebés e deixar em aberto a possibilidade da futura imigração dos pais para os Estados Unidos. As mulheres grávidas normalmente gastam cerca de $20.000 para ficar nestas instalações durante os últimos meses de gravidez e um mês adicional para se recuperarem e aguardarem a emissão do passaporte norte-americano do novo bebé. Até há data de abolição da política do filho único na China, em alguns casos, o nascimento de uma criança canadiana ou norte-americana, filha de pais nacionais da China Continental era um meio de contornar a política do filho único na China; Hong Kong e as Ilhas Marianas Setentrionais também eram destinos populares antes de uma regulamentação local mais restritiva para impedir o tráfego. Um número elevado de potenciais mães deturpam as suas intenções de vir para os Estados Unidos, violando a Lei de Imigração dos EUA pelo que, a partir de 24 de janeiro de 2020, tornou-se na política consular dos EUA negar obrigatoriamente os pedidos de visto do tipo B, a mulheres requerentes em que um funcionário consular tenha quaisquer motivos para acreditar que está a viajar com o propósito de dar à luz nos Estados Unidos para obter a nacionalidade norte-americana para o seu filho.